# 新昌站 (湖北省)
新昌站，是鸦宜铁路上的一座车站。站址位于湖北省宜昌市夷陵区鸦鹊岭镇，建于1976年。
现为五等站，只办理货运业务。归宜昌火车站管理。